# .bm

Delegation Record for .BM

.bm là tên miền Internet quốc gia (ccTLD) dành cho đảo Bermuda. Nó được quản lý bởi Đại học Bermuda.